# Thrinciulus laevicollis
Thrinciulus laevicollis är en mångfotingart som beskrevs av Carl Oscar von Porat. Thrinciulus laevicollis ingår i släktet Thrinciulus och familjen Trigoniulidae. Inga underarter finns listade i Catalogue of Life.